# Història de l'estadística
La història de l'estadística es pot dir que comença l'any 1749, malgrat que al llarg del temps hi ha hagut canvis en la interpretació de la paraula estadística. En temps antics es restringia al que afectava els estats sobirans i més tard va incloure la recollida d'informació de tota classe i encara més tard es va estendre a l'anàlisi i interpretació de les dades. Actualment l'estadística fa referència tant a la recollida d'informació com al treball analític que requereix l'estadística inferencial.
Normalment la probabilitat dona suport a l'estadística.

## Introducció
Cap al segle xviii el terme "estadística" designava la recollida sistemàtica oficial de dades demogràfiques i econòmiques per part dels estats. Cap a principi del segle xix es va estendre a la disciplina que feia la recollida, resum i anàlisi de les dades. Actualment l'estadística es fa servir àmpliament pels governs mitjançant les estadístiques fetes per ordinadors.
El terme "estadística matemàtica" designa les teories matemàtiques de probabilitat i inferència estadística usades en la pràctica. La relació entre estadísitca i probabilitat es va desenvolupar demanera tardana. Primer en els jocs d'atzar i després en astronomia per Legendre i Gauss. Des de Laplace es va fer la connexió entre probabilitat i estadísticaal segle xix s'aplicà a la psicologia experimental, sociologia, termodinàmica, mecànica, etc.
L'estadísitca no és un camp de la matemàtica sinó una ciència matemàtica autònoma. Al contrari que la matemàtica té l'origen en l'administració pública i manté una especial preocupació per la demografia i l'economia.

## Etimologia
El terme estadística deriva del llatí modern statisticum collegium ("consell d'estat") i de la paraula de l'italià statista ("estadista o polític"). En alemany Statistik, va ser introduït primer per Gottfried Achenwall (1749), i originalment designava l'anàlisi de les dades sobre l'estat sobirà. A finals del segle xviii es va introduir en anglès.
El primer llibre on figura la paraula 'estadísitca' en el seu títol va ser "Contributions to Vital Statistics" per
Francis GP Neison
(1st ed., 1845; 2nd ed., 1846; 3rd ed., 1857).

## Orígens en la probabilitat
La "Nuova Cronica", de la Florència del segle xiv, escrita pel banquer Giovanni Villani, inclou molta informació estadística sobre població, ordinances, comerç educació i religió i ha estat descrita com la primera introducció a l'estadística de la història, però en aquell temps no existien ni el terme ni el concepte d'estadística.
La teoria de la probabilitat sorgeix de la correspondència entre Pierre de Fermat i Blaise Pascal (1654). Christiaan Huygens (1657) li va donar el primer tractament científic. Jakob Bernoulli a la seva obra Ars Conjectandi (pòsthuma, 1713) i Abraham de Moivre a The Doctrine of Chances (1718) tractaren aquest tema com una branca de la matemàtica. En temps moderns, el treball de Kolmogórov ha estat fonamental en l'aplicació de lateoria de la probabilitat.
La teoria dels errors arrenca de Roger Cotes' Opera Miscellanea (pòsthuma, 1722), però va ser la memòria preparada per Thomas Simpson el 1755 la primera aplicació de la teoria a la discussió dels errors d'observació. En la reimpressió de 1757 s'aplica l'axioma que els errors positius i negatius són igualment probables i que hi ha un límit on es pot suposar que cauen els errors.
Adolphe Quetelet (1796–1874), un altre fundador important de l'estadística, introduí la noció de l'"home mitjà" (l'homme moyen) dins de fenòmens complexos com la taxa de delinqüència, taxa de matrimoni o taxa de suïcidis.

## Contribuidors importants a l'estadística
- Thomas Bayes
- George E. P. Box
- Pafnuti Txebixov
- David R. Cox
- Gertrude Cox
- Harald Cramér
- Francis Ysidro Edgeworth
- Bradley Efron
- Bruno de Finetti
- Ronald A. Fisher
- Francis Galton
- Carl Friedrich Gauss
- William Sealey Gosset (“Student”)
- Andrei Kolmogórov
- Pierre-Simon Laplace
- Erich L. Lehmann
- Aleksandr Liapunov
- Abraham De Moivre
- Jerzy Neyman
- Florence Nightingale
- Blaise Pascal
- Karl Pearson
- Charles S. Peirce
- Adolphe Quetelet
- C. R. Rao
- Walter A. Shewhart
- Charles Spearman
- Thorvald N. Thiele
- John Tukey
- Abraham Wald